# Ceuta zászlaja
Ceuta zászlóját nyolc háromszögre osztották, amelyek váltakozva fekete és fehér színűek, és sugárirányban helyezkednek el. A zászló közepén Ceuta címerpajzsa látható, amely hasonló az egykori portugál címerhez. A vörös szegélyű fehér pajzs öt kisebb, kék pajzsot ábrázol. A szegélyen hét vár, a pajzs felett pedig egy lombkorona látható.